# Esfandīān
Esfandīān (persiska: اسفندیان) är en ort i Iran.   Den ligger i provinsen Khorasan, i den nordöstra delen av landet, 700 km öster om huvudstaden Teheran. Esfandīān ligger 997 meter över havet och antalet invånare är 225.
Terrängen runt Esfandīān är huvudsakligen platt. Esfandīān ligger nere i en dal. Runt Esfandīān är det ganska tätbefolkat, med 185 invånare per kvadratkilometer. Närmaste större samhälle är Mashhad, 18,0 km söder om Esfandīān. Omgivningarna runt Esfandīān är i huvudsak ett öppet busklandskap.